# Pandolfini Casa d'Aste
Pandolfini Casa d'Aste è una casa d'aste di Firenze, la più antica casa d'aste italiana. 
Fondata nel 1924, a Firenze, dal cavalier Luigi Pandolfini, inizialmente si occupò della vendita di arredi, mobilio e oggetti artistici. Nel 2023 è tra le più significative case d'asta italiane e tra le prime in Europa per volume di vendita. 

## Storia
Agli inizi, l'attività di Luigi Pandolfini si svolse prevalentemente negli ambienti dove erano presenti i beni in vendita, oppure, in taluni casi, in spazi selezionati all'occasione in base ai lotti messi in vendita. Nei primi anni cinquanta la Pandolfini Casa d'Aste si stabilizza al primo piano di Palazzo Ramirez de Montalvo, a Firenze in Borgo Albizi 26. Dagli anni ‘60 l'attività ha continuato per tradizione familiare, sotto la guida del figlio di Luigi Pandolfini, Cirano, e poi dal nipote Sergio. Negli anni 2000 la guida di Pandolfini Casa d'Aste è passata al nipote Pietro De Bernardi. Nel 2019 ha realizzato il suo record di vendite con un fatturato di più di 43 milioni di euro, posizionandosi sempre al primo posto fra le case d'asta Italiane per volume di vendita. Sono presenti due sedi a Firenze, una a Roma e una a Milano.

## Dipartimenti
- Sculture dal XIV al XIX secolo
- International fine art
- Dipinti antichi
- Arte moderna e contemporanea
- Dipinti del secolo XIX
- Gioielli
- NFT[12]
- Orologi da polso e da tasca
- Arte orientale
- Mobili e oggetti d'arte
- Vini pregiati e da collezione
- Design e arti decorative del '900
- Whisky e distillati da collezione
- Archeologia[13]
- Luxury vintage fashion[14]
- Argenti
- Porcellane e maioliche
- Stampe e disegni antichi e del XIX secolo
- Monete e medaglie
- Auto classiche[15]

## Aste notevoli
- 2014: la vendita di un vaso cinese della Dinastia Qing venduto per 7,5 milioni di euro[16][17].
- 2017: la vendita dell'opera Autoritratto di Michelangelo Cerquozzi alla Galleria degli Uffizi[18].
- 2017: la vendita dell'opera Armida di Cecco Bravo alla Galleria degli Uffizi.
- 2019: la vendita della collezione Tanzi (con opere di Pablo Picasso, Monet, Vincent Van Gogh e altri)[19], il cui incasso andò ai creditori del Crac Parmalat[20].
- 2020: la vendita dell'opera Tentazione di san Girolamo di Giorgio Vasari venduto per 800 mila euro, registrando il record d'asta dell'artista aretino[21][22].
- 2020: la vendita allo Stato Italiano delle opere del Museo Ginori di Doccia[23].
- 2021: la vendita di una bottiglia di Macallan Red Collection, whisky invecchiato di 60 anni, aggiudicata a 107.800 euro, segnando il record italiano per una bottiglia battuta in Italia[24].
- 2021: la vendita di un orologio in platino Crash Watch del 1991 di Cartier London, aggiudicato a 861.500 euro (segnando anche il record d’asta di un Cartier Crash)[25].
- 2022: Renaissance Digital Revival, [26] la prima asta italiana di NFT[27][28] (seguita da Digital Invasion e Digital Art Spring).
- 2024: la vendita dell'opera Lotta di galli di Antonio Ligabue venduto per 470 mila euro, registrando il record d'asta dell'artista italiano[29][30].